# Kristent Samlingsparti
Kristent Samlingsparti var ett tidigare norskt politiskt parti som bildades 1998 då Samlingspartiet Ny Fremtid slogs samman med Kristent Konservativt Parti.
Kristent Samlingsparti avvecklades 2015.